# Фелисити
Фелисити — имя латинского происхождения, переводящееся как «счастливая», «удачливая». Имя происходит от латинского felicitas, что означает удачу или счастье. Известно, что именем Фелиситас (Felicitas) была именована древнеримская богиня[уточнить].